# Classe 600 serie Argonauta
La classe 600 serie Argonauta fu un tipo di sommergili costieri della Regia Marina che operarono durante la seconda guerra mondiale della Serie 600, progettata dall'ufficiale del Genio Navale Bernardis. La Serie 600 evoluzione della Classe Squalo fu la classe più numerosa di sommergibili italiani, con ben cinquantanove unità costruite, e, probabilmente, una delle più riuscite. Le unità vennero prodotte in cinque serie che non differirono di molto tra loro e che vennero nominate Argonauta, Sirena, Perla, Adua, ed infine Acciaio.
I sommergibili della serie Argonauta furono complessivamente 7. Cinque tra loro portavano i nomi di battelli della precedente Classe Medusa del 1910: Medusa, Salpa, Jantina, Fisalia, Jalea. Il Serpente era stato originariamente denominato Nautilus, come l'omonimo battello capoclasse del 1911. Quattro di essi erano già stati affondati entro il gennaio 1942

## Unità

### Argonauta
Varato nei Cantieri Riuniti dell'Adriatico di Monfalcone il 19 gennaio 1931, entrò in servizio il 1º gennaio 1932. Nel giugno 1940 subì caccia antisommergibile al largo di Alessandria d'Egitto, riportando vari danni che lo obbligarono a rientrare a Tobruk. Il 27 giugno ripartì da Tobruk diretto a Taranto, dove sarebbero state effettuate le riparazioni; non se ne seppe più nulla. Due sono le azioni antisommergibile che con ogni probabilità hanno portato all'affondamento dell'Argonauta: la più nota è un attacco con bombe di profondità compiuto intorno alle due del pomeriggio del 29 giugno dai cacciatorpediniere britannici Dainty, Defender e Ilex in posizione 35°16' N e 20°20' E; l'altra un attacco compiuto da un idrovolante Short Sunderland circa cinquanta minuti più tardi contro un sommergibile a quota periscopica, nel punto 37°29' N e 19°51' E. Con il sommergibile scomparve l'intero equipaggio formato dal comandante t.v. Vittorio Cavicchia Scalamonti, da 4 altri ufficiali e da 43 fra sottufficiali e marinai.

### Fisalia
Varato nei CRDA il 2 maggio 1931, entrò in servizio il 5 giugno 1932. Il 2 giugno 1940 avvistò un mercantile al largo di Alessandria ma non poté attaccarlo; tre giorni dopo, di ritorno alla base, evitò un siluro lanciato da un sommergibile avversario. Il 12 luglio subì caccia con bombe di profondità da parte di tre navi inglesi al largo delle coste libiche e riportò gravi danni che lo obbligarono a tornare in porto. Fra l'ottobre 1940 ed il marzo 1941 svolse 46 missioni di addestramento per la Scuola Sommergibili di Pola. Il 23 settembre 1941 partì da Lero diretto alla propria zona d'agguato fra Jaffa e Haifa ma non fece più ritorno. Risulta affondato il 28 settembre 1941 dalla corvetta Hyacinth circa venticinque miglia a nordovest di Jaffa. Il comandante c.c. Girolamo Acunto e tutto l'equipaggio vi trovarono la morte.

### Jalea
Varato nei cantieri Odero Terni Orlando il 15 giugno 1932, entrò in servizio il 16 marzo 1933. Con altri sommergibili italiani, partecipò clandestinamente alla guerra di Spagna. Il 26 dicembre 1936 attaccò con due siluri la motonave spagnola Villa de Madrid; la nave fu mancata e uno dei siluri finì su una vicina spiaggia, rivelando così la partecipazione dei sommergibili italiani alla guerra. Il 12 agosto 1937 lanciò due siluri contro i cacciatorpediniere spagnoli Churruca e Alcalà Galliano; uno dei due ordigni colpì il Churruca provocando gravi danni. All'inizio della seconda guerra mondiale fu impiegato infruttuosamente nel Mediterraneo orientale e dal marzo 1941 fu assegnato alla Scuola Sommergibili di Pola. All'armistizio si consegnò agli Alleati a Malta e durante la cobelligeranza fu impiegato in esercitazioni antisommergibile. Fu l'unico sommergibile della classe a sopravvivere alla guerra. Il 1º febbraio 1948 fu radiato e quindi demolito.

### Jantina
Varato nei cantieri Odero Terni Orlando il 16 maggio 1932, entrò in servizio il 1º marzo 1933. Con altri sommergibili italiani, prese clandestinamente parte alla guerra di Spagna. Il 27 giugno 1940 lanciò un siluro contro un cacciatorpediniere e fu sentito uno scoppio; lo Jantina subì poi per due giorni la caccia antisommergibile nemica e dovette tornare a Lero con gravi danni. Il 5 luglio, mentre da Lero navigava alla volta di Brindisi, fu avvistato dal sommergibile HMS Torbay e fatto oggetto del lancio di sei siluri. Colpito, lo Jantina s'inabissò in meno di un minuto al largo dell'isola Mykonos, portando con sé tutto l'equipaggio tranne 6 uomini.

### Medusa
Varato nei CRDA il 10 dicembre 1931, entrò in servizio il 5 giugno 1932. Svolse dieci infruttuose missioni di guerra e fu poi destinato, nel marzo 1941, alla Scuola Sommergibili di Pola. Di rientro da una missione addestrativa al largo del Carnaro, il 30 gennaio 1942, fu avvistato dal sommergibile HMS Thorn che gli lanciò quattro siluri. Le manovre ordinate dal comandante c.c. Enrico Bertarelli permisero di evitare tre siluri, ma il quarto colpì il Medusa che affondò rapidamente. Dei 60 uomini a bordo, tre che erano in torretta furono sbalzati in acqua e tratti in salvo dal piroscafo Carlo Zeno (uno morì poi per le ferite), altri quattro anch'essi in torretta furono uccisi dall'esplosione o annegarono (fra di essi il comandante Bertarelli che, ferito, fu trascinato a fondo dal risucchio mentre cercava di porre in salvo i suoi uomini) e gli altri affondarono con il sommergibile: di questi, 14 rimasero intrappolati, vivi, in un compartimento poppiero. I tentativi di soccorso furono però ostacolati dal maltempo: i pontoni e le imbarcazioni dei palombari furono costretti al rientro e il sommergibile Otaria, che pompava aria al Medusa, fu l'ultimo a rientrare, la sera del 1º febbraio. Il 4 febbraio, quando fu possibile riprendere le operazioni, i superstiti del Medusa erano ormai morti: gli unici sopravvissuti furono due dei tre uomini scagliati in mare dall'esplosione. Il 15 giugno 1943 i due tronconi del sommergibile furono recuperati e furono estratti i corpi dei marinai; un pezzo della poppa, lungo circa venticinque metri, affondò nuovamente per un errore di manovra e si trova tuttora sul fondale.

### Salpa
Impostato nel cantiere Franco Tosi di Taranto il 23 aprile 1930, fu varato l'8 maggio 1932 ed entrò in servizio il 12 dicembre dello stesso anno. Il 29 giugno fu bombardato con bombe di profondità riportando vari danni e dovendo rientrare a Bengasi e poi trasferirsi a Taranto per le riparazioni. Il 3 febbraio 1941 fu nuovamente sottoposto a caccia antisommergibile che gli procurò altri danni di gravità tale da obbligarlo ancora al rientro. Il 27 giugno 1941 fu attaccato col cannone dal sommergibile HMS Triumph; colpito più volte, fu infine centrato da un siluro e affondò portando con sé il comandante t.v. Renato Guagno e l'intero equipaggio, nel punto 32°05' N e 26°47' E.

### Serpente
Impostato il 30 aprile 1930 nei cantieri Tosi di Taranto, si pensò dapprima di chiamarlo Nautilus, ma nel corso della costruzione (1931) fu deciso il nome di Serpente. Varato il 28 febbraio 1932, entrò in servizio il 12 novembre del medesimo anno. Il 1º ottobre 1940 fu sottoposto a caccia con bombe di profondità e danneggiato. Il 20 dicembre lanciò alcuni siluri contro un gruppo di incrociatori e cacciatorpediniere, sentendo uno scoppio. Secondo alcune fonti tale rumore sarebbe stato segno di aver fatto centro, anche perché l'Hyperion rimase effettivamente danneggiato, tanto da dover essere abbandonato e finito da un altro caccia, il Janus; tuttavia l'Hyperion risulta danneggiato non dal Serpente, ma dall'urto contro una mina posata da cacciatorpediniere italiani. Il 29 settembre 1941, durante l'operazione inglese “Halberd”, lanciò due siluri contro uno dei quattro cacciatorpediniere che formavano la scorta di una corazzata. Fu avvertita una detonazione, dovuta tuttavia con ogni probabilità allo scoppio delle bombe di profondità lanciate dai caccia Legion e Lively. Il 4 maggio 1942 fu assegnato alla Scuola Sommergibili di Pola per la quale svolse 105 missioni di addestramento. All'armistizio lasciò Pola trasferendosi ad Ancona da dove, il 12 settembre 1943, ripartì per Taranto rimorchiando il sommergibile tascabile CB. 12. Poco dopo, tuttavia, fu lasciato il cavo di rimorchio (il CB. 12 proseguì per conto proprio e raggiunse Taranto) e il sommergibile si autoaffondò; l'equipaggio, tratto in salvo da un peschereccio, fu sbarcato a Civitanova.